# South West Coast Path

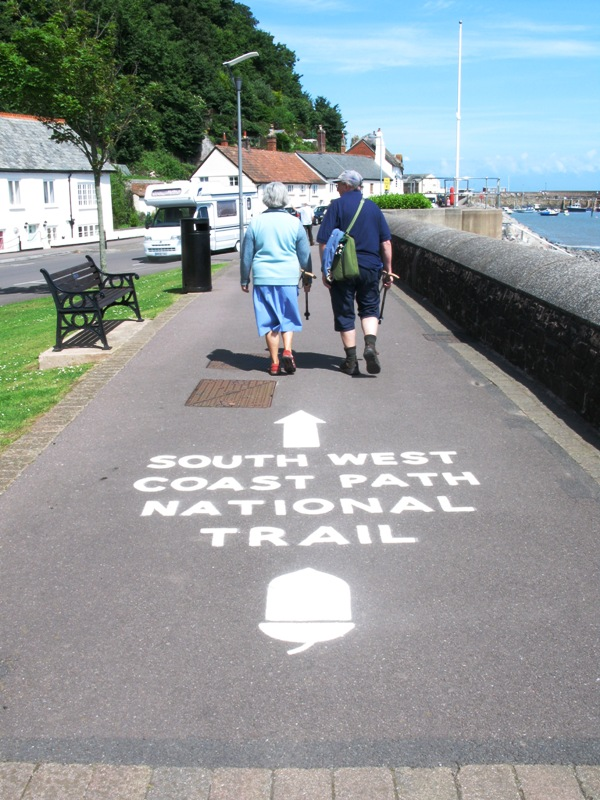
Beginn des South West Coast Paths in Minehead

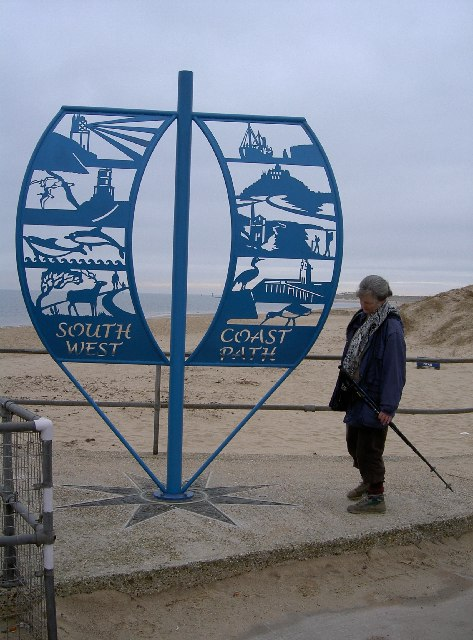
Skulptur am South Haven Point in Poole am Ende des Pfades

Der South West Coast Path ist Großbritanniens längster ausgeschilderter Fernwanderweg und ein National Trail. Er verläuft über 1.014 km (630 Meilen) von Minehead in Somerset entlang der Küsten von Devon und Cornwall nach Poole Harbour in Dorset.

## Wichtige Daten
Da er bei jeder Flussmündung steigt und fällt, gilt er als eine vergleichsweise anstrengende Langstreckenwanderung. Die zu erklimmende Gesamthöhe wurde mit 35.031 m (114.931 ft) berechnet, fast das Vierfache der Höhe des Mount Everest.
Der letzte Abschnitt des Weges wurde 1978 als National Trail anerkannt. Viele der Landschaften, die der South West Coast Path durchquert, haben einen Sonderstatus, entweder als Nationalpark oder als Heritage Coast. Der Weg führt durch zwei UNESCO-Welterbe-Stätten: Die Küste von Dorset und East Devon, die als Jurassic Coast bekannt ist, bekam im Jahr 2001 den UNESCO-Welterbe-Status, und die Bergbaulandschaft von Cornwall und West Devon im Jahr 2007.
In den 1990er Jahren ergaben Berechnungen, dass der Weg der Region jährlich 15.000.000 £ eingebracht hatte. Neuere Untersuchungen aus dem Jahr 2003 wiesen auf jährliche Einnahmen von rund 300.000.000 £ hin, was mehr als 7.500 Arbeitsplätze unterstützt. Diese Arbeit dokumentiert auch, dass 27,6 % der Besucher wegen dieses Weges in die Region kamen und 136.000.000 £ pro Jahr dort ausgaben. Die örtliche Bevölkerung hat 23 Millionen Spaziergänge auf dem Weg gemacht und gab weitere 116.000.000 £ aus, und andere Besucher trugen den Rest bei. Eine weitere Studie im Jahr 2005 schätzte, dass diese Zahl inzwischen auf rund 300.000.000 £ angestiegen sei.

## Geschichte des Pfades

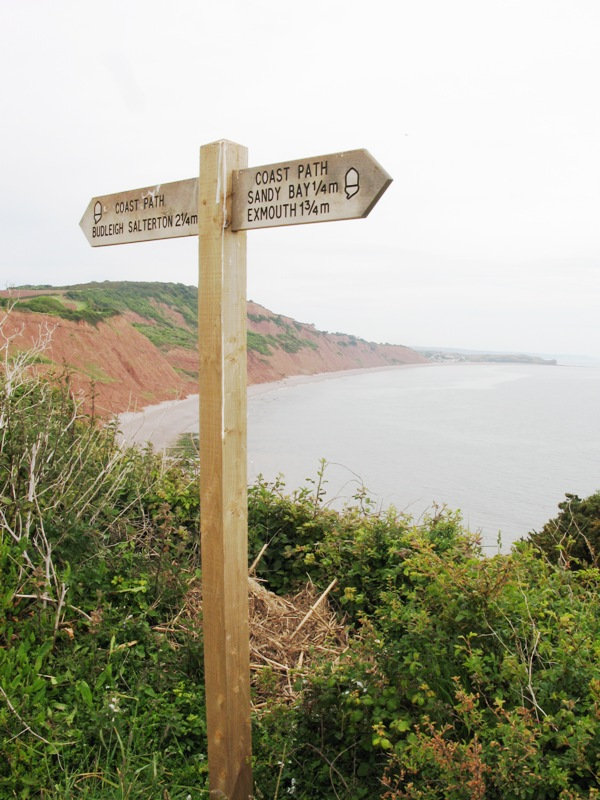
An der Jurassic Coast zwischen Exmouth und Budleigh Salterton

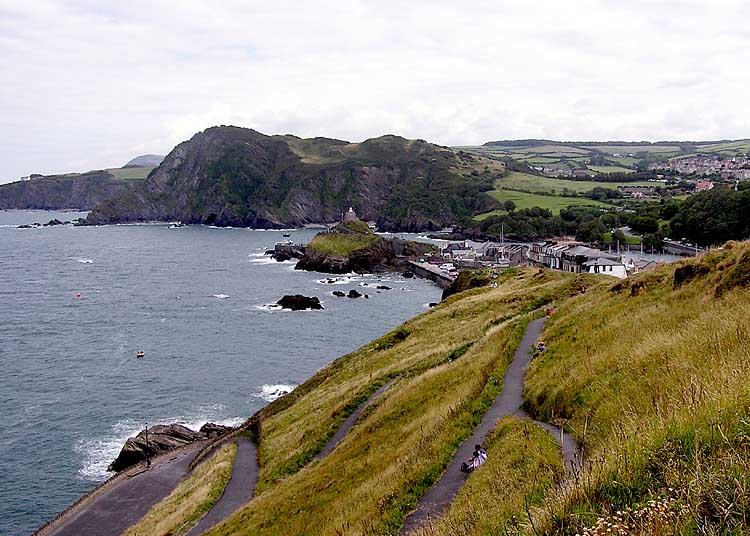
Der South West Coast Path verläuft entlang der Kliffe von Ilfracombe in North Devon

Der Weg wurde für die Coast Guard angelegt, um im Kampf gegen Schmuggler zu Fuß von Leuchtturm zu Leuchtturm zu patrouillieren. Die Küstenwächter mussten in der Lage sein, einen Blick nach unten in jede Bucht zu werfen. Als Ergebnis schmiegt sich der Weg eng an die Küste an und bietet eine hervorragende Aussicht, aber nur selten einen direkten Weg zwischen zwei Punkten. Der South West Coast Path wird von der Küstenwache nicht mehr zur Schmugglerabwehr verwendet, sondern hat sich in ein Angebot für Freizeit-Wanderer verwandelt.
Der Pfad wird durch ein öffentliches Wegerecht abgedeckt, aktuell durch den Countryside and Rights of Way Act, das historische Wanderwege für die Öffentlichkeit zugänglich hält, auch wenn sie über Privateigentum führen. Abschnitte des Weges werden durch den National Trust gepflegt, der Teile der Küstengrundstücke besitzt.
Der Pfad ist ein ausgewiesener National Trail, der weitgehend von Natural England finanziert wird. Er wurde in Etappen erstellt, mit der Eröffnung des letzten Abschnitts in Somerset und North Devon im Jahr 1978. Er wird von einem engagierten South West Coast Path Team betreut.
Die South West Coast Path Association existiert, um die Interessen der Nutzer des Weges zu unterstützen. Der eingetragene Verein wurde 1973 gegründet und ist seither um Verbesserungen des Weges bemüht. Die Dienstleistungen umfassen unter anderem Unterkunftsvermittlung, Führer und Abschluss-Zertifikate.
Im 2024 veröffentlichten Spielfilm Der Salzpfad mit Gillian Anderson und Jason Isaacs basierend auf dem gleichnamigen, 2018 erschienenen Buch von Raynor Winn, begeben sich die Protagonistin und deren Mann auf eine Wanderung auf den South West Coast Path.